# Gachupines (Guanajuato)
Gachupines es una localidad del estado mexicano de Guanajuato. Es parte del municipio de Ocampo.

## Demografía
| Gráfica de evolución demográfica |
|                                  |

| Censo | Población |
| ----- | --------- |
| 1900  | 486       |
| 1910  | 421       |
| 1921  | 561       |
| 1930  | 495       |
| 1940  | 628       |
| 1950  | 856       |
| 1960  | 1 006     |
| 1970  | 944       |
| 1980  | 953       |
| 1990  | 1 115     |
| 2000  | 1 116     |
| 2010  | 1 043     |
| 2020  | 1 042     |